# Hamish Milne
Hamish Milne (* 27. April 1939 in Salisbury; † 12. Februar 2020) war ein britischer klassischer Pianist.
Milne studierte an der Bishop Wordsworth’s School in Salisbury, danach bei Harold Craxton an der Royal Academy of Music in London und später auch an der Academia Chigiana in Siena, Italien, unter Guido Agosti. Er besuchte Meisterkurse von Pablo Casals, Sergiu Celibidache und Andrés Segovia.
Er unterrichtete an der Royal Academy of Music in London. Er trat mit den meisten der führenden britischen Orchester auf und tourte auf vier Kontinenten. Bekannt ist er auch als Kammermusiker.
Milne machte mehr als zweihundert Aufnahmen für die BBC. Er nahm CDs für Chandos, Decca und Hyperion auf. Er war für sein Engagement für Nikolai Medtner bekannt, über dessen Klaviermusik er in den 1970er Jahren als erster Pianist einen umfassenden Überblick bot.